# Rita Bardenheuer
Elisabeth Hermine gen. Rita Bardenheuer geb. Hoffmeister (* 5. Juni 1877 in Bremen; † 15. Februar 1943 in Bremen) war eine deutsche Pädagogin und Politikerin (SPD) in Bremen.

## Biografie
Bardenheuer war die Tochter des Werkmeisters Hinrich Hoffmeister aus der Bremer Neustadt. Sie besuchte die Höhere Mädchenschule und das Lehrerinnenseminar von Johann August Martin Janson und Ida Janson. In Bergedorf unterrichtete sie als Lehrerin. 1900 heiratete sie den Kaufmann Gustav Bardenheuer; sie hatten drei Kinder. Nachdem sie 1904 ihren Beruf aufgegeben hatte, wurde sie politisch tätig. Sie wurde Mitglied im Bremer Zweig des Verbandes für Frauenstimmrecht und sie schloss Freundschaft mit der Sozialpolitikerin Auguste Kirchhoff. Ihre Mitgliedschaft begründete sie so: „Dieses Wahlrecht muss einer Frau, die die Besserung der rechtlichen Lage ihres Geschlechts, nicht der Frauen einer bestimmten gesellschaftlichen Klasse erstrebt, als einzig mögliche und einzig logische erscheinen“. Sie sprach sich gegen das ständische Wahlrecht in Bremen aus.
1909 war sie Mitbegründerin des Bremer Zweiges des Bundes für Mutterschutz und Sexualreform. Im Ersten Weltkrieg war sie Mitarbeiterin im Zentral-Hilfsausschuss des Roten Kreuzes.
Anfang 1919 wurde sie Mitglied der SPD (MSPD). Sie wurde am 9. März 1920 in die verfassungsgebende Bremer Nationalversammlung berufen und war von 1920 bis 1921 in der Bremischen Bürgerschaft vertreten. 1919 wurde sie Mitglied der Internationalen Frauenliga für Frieden und Freiheit in Bremen und war bis 1925 Zweite Vorsitzende im Verein. Streitigkeiten in der SPD-Bürgerschaftsfraktion und der Druck, der beruflich auf ihren Mann als Selbstständigen ausgeübt wurde, veranlassten sie, die Bürgerschaft und 1922 die SPD zu verlassen. Bardenheuer war bedeutend in der Bremer Frauenbewegung.

### Ehrungen
Die Rita-Bardenheuer-Straße in Bremen-Schwachhausen wurde nach ihr benannt.